# Équipe cycliste CCB Foundation–Sicleri
L'équipe CCB Foundation–Sicleri, officiellement Team CCB Foundation–Sicleri est une équipe cycliste américaine créée en 1980. Elle a eu le statut d'équipe continentale UCI entre 2017 et 2018.

## Principales victoires
Aucune victoire UCI.

## CCB Foundation–Sicleri en 2018

### Effectif
| Cycliste            | Date de naissance | Nationalité | Équipe 2017                   |  |
| ------------------- | ----------------- | ----------- | ----------------------------- |  |
| Patrick Collins     | 4 avril 1995      | États-Unis  | CCB Foundation–Sicleri        |  |
| Wyatt Goral         | 24 octobre 1998   | États-Unis  | CCB Foundation–Sicleri        |  |
| Noah Granigan       | 18 janvier 1996   | États-Unis  | CCB Foundation–Sicleri        |  |
| John Harris         | 13 août 1993      | États-Unis  | CCB Foundation–Sicleri        |  |
| Thomas Humphreys    | 31 mars 1998      | États-Unis  | CCB Foundation–Sicleri        |  |
| Brendan McCormack   | 1er octobre 1994  | États-Unis  | CRCA Foundation               |  |
| Jonah Mead-Van Cort | 3 octobre 1996    | États-Unis  | CCB Foundation–Sicleri        |  |
| Gabriel Mendez      | 27 novembre 1999  | États-Unis  | États-Unis junior             |  |
| Tim Mitchell        | 8 septembre 1978  | États-Unis  | CCB Foundation–Sicleri        |  |
| Conor Schunk        | 19 juin 1999      | États-Unis  | Holowesko-Citadel Racing Team |  |
| Jake Sitler         | 18 juin 1989      | États-Unis  | CCB Foundation–Sicleri        |  |

### Victoires
Aucune victoire UCI.